# Історія Тома Джонса, найди
Історія Тома Джонса, знайди (англ. The History of Tom Jones, a Foundling) часто відомий просто як Том Джонс — комічний роман англійського драматурга та романіста Генрі Філдінга. Вперше він був опублікований 28 лютого 1749 року в Лондоні і є одним з найдавніших англійських прозових творів, віднесених до роману.
Тома Джонса вважають найбільшою книгою Філдінга і розглядають як дуже впливовий англійський роман.

### Видання англійською мовою
- Fielding, Henry Tom Jones (London: Andrew Millar, 1749). The first edition.
- Fielding, Henry Tom Jones (Wesleyan University Press, 1975) ISBN 978-0-8195-6048-3. Edited by Martin Battestin and Fredson C. Bowers. Widely taken to be the authoritative version.
- Fielding, Henry Tom Jones (New York: W. W. Norton, 1995) ISBN 0393965945. Edited with notes by Sheridan Baker. This edition includes a collection of critical essays; it is based on the fourth and final edition of the novel, though it also includes the version of The Man of the Hill episode found in the 3rd edition in an appendix.
- Fielding, Henry Tom Jones (London: Everyman's Library, 1998) ISBN 978-0-460-87833-3. Edited with an introduction and notes by Douglas Brooks-Davies.
- Fielding, Henry Tom Jones (Harmondsworth: Penguin, 2005) ISBN 978-0-14-043622-8. Edited with an introduction and notes by Tom Keymer and Alice Wakely.
- Fielding, Henry Tom Jones (Harmondsworth: Penguin, 1985). Edited with an introduction and notes by Reginald P. C. Mutter.

## Переклади українською
- Генрі Філдінґ. Історія Тома Джонса, знайди. Том 1. — Навчальна книга - Богдан, 2023. — С. 384. — ISBN 978-966-10-6877-2. (переклала Ірина Кабаль-Бондаренко)
- Генрі Філдінґ. Історія Тома Джонса, знайди. Том 2. — Навчальна книга - Богдан, 2023. — С. 400. — ISBN 978-966-10-6878-9. (переклала Ірина Кабаль-Бондаренко)